# صومعه ساناهین
صومعه ساناهین (ارمنی: Սանահինի վանք; انگلیسی: Sanahin Monastery) یک صومعه حواری ارمنی واقع در روستای ساناهین در استان لوری، ارمنستان می‌باشد. ساخت و ساز این ساختمان سده ۱۰ام میلادی؛ به پایان رسید. این بنا به سبک معماری ارمنی طراحی شده‌است.
صومعه ساناهین در فهرست میراث جهانی یونسکو قرار دارد. این صومعه در سده ۱۰ میلادی بنیاد گشته و به عنوان کانون آموزش تذهیب و خوش‌نویسی به نام بوده‌است.

## نگارخانه

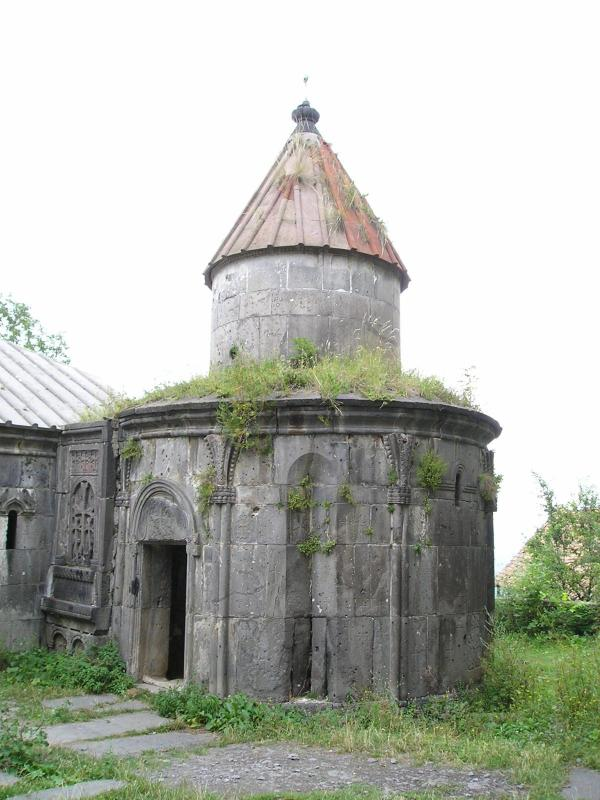
کلیسای کوچک گریگوری مقدس
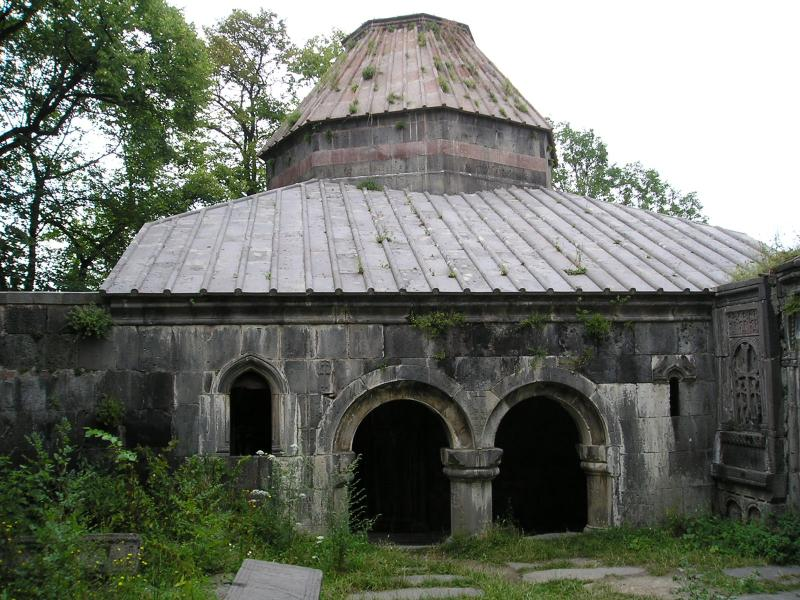
کتابخانه صومعه
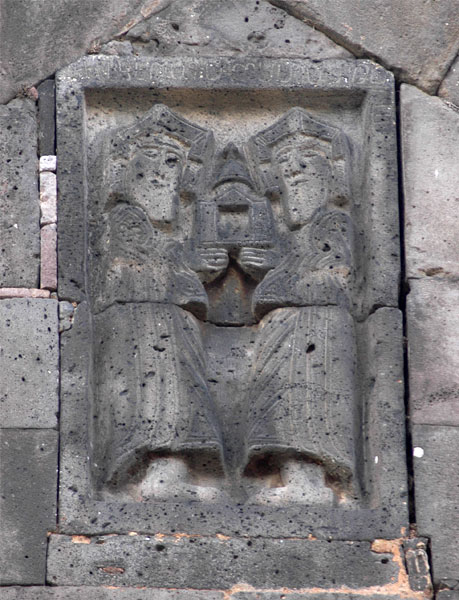
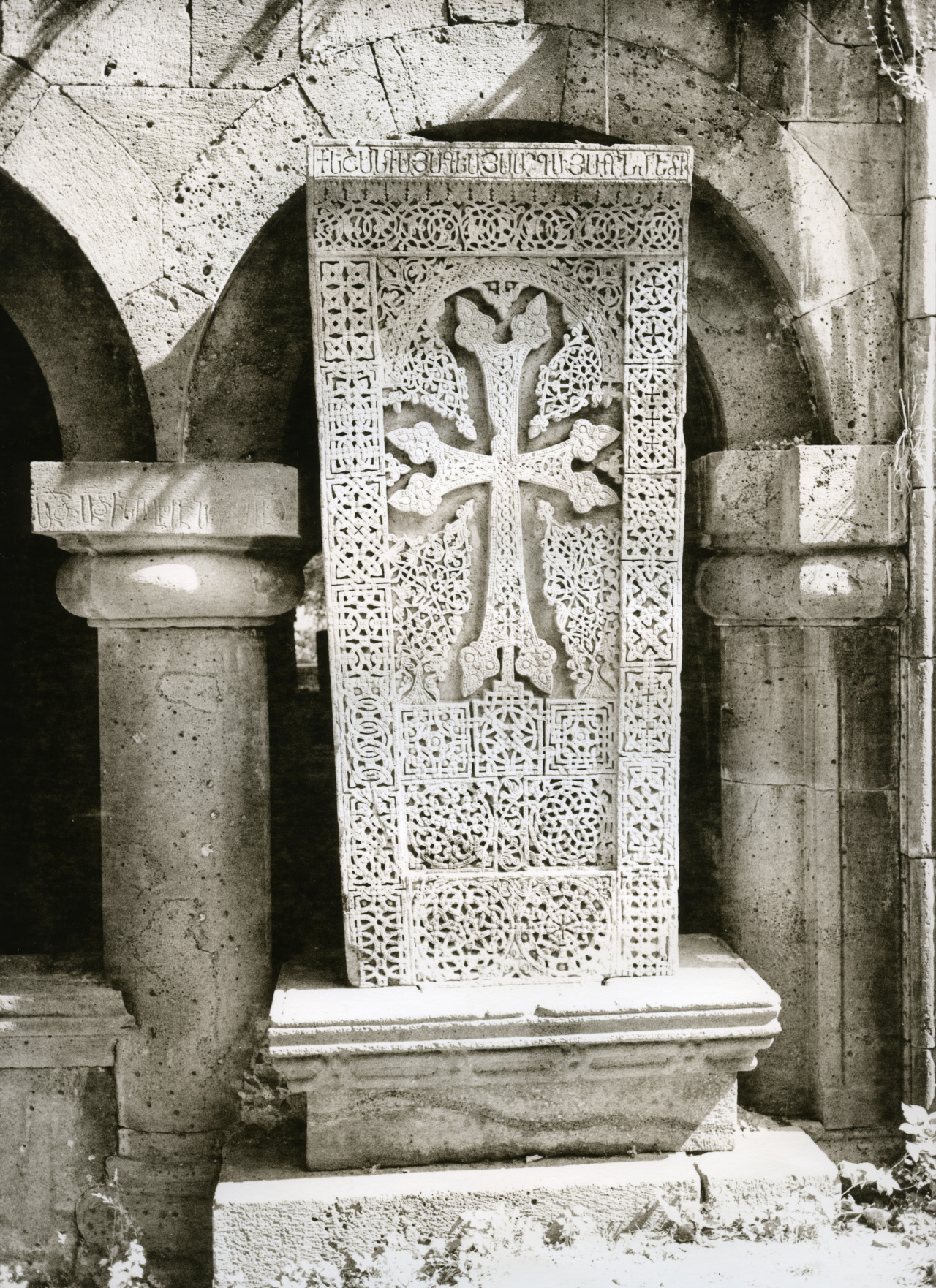
جزئیات خاچکار داخل صومعه
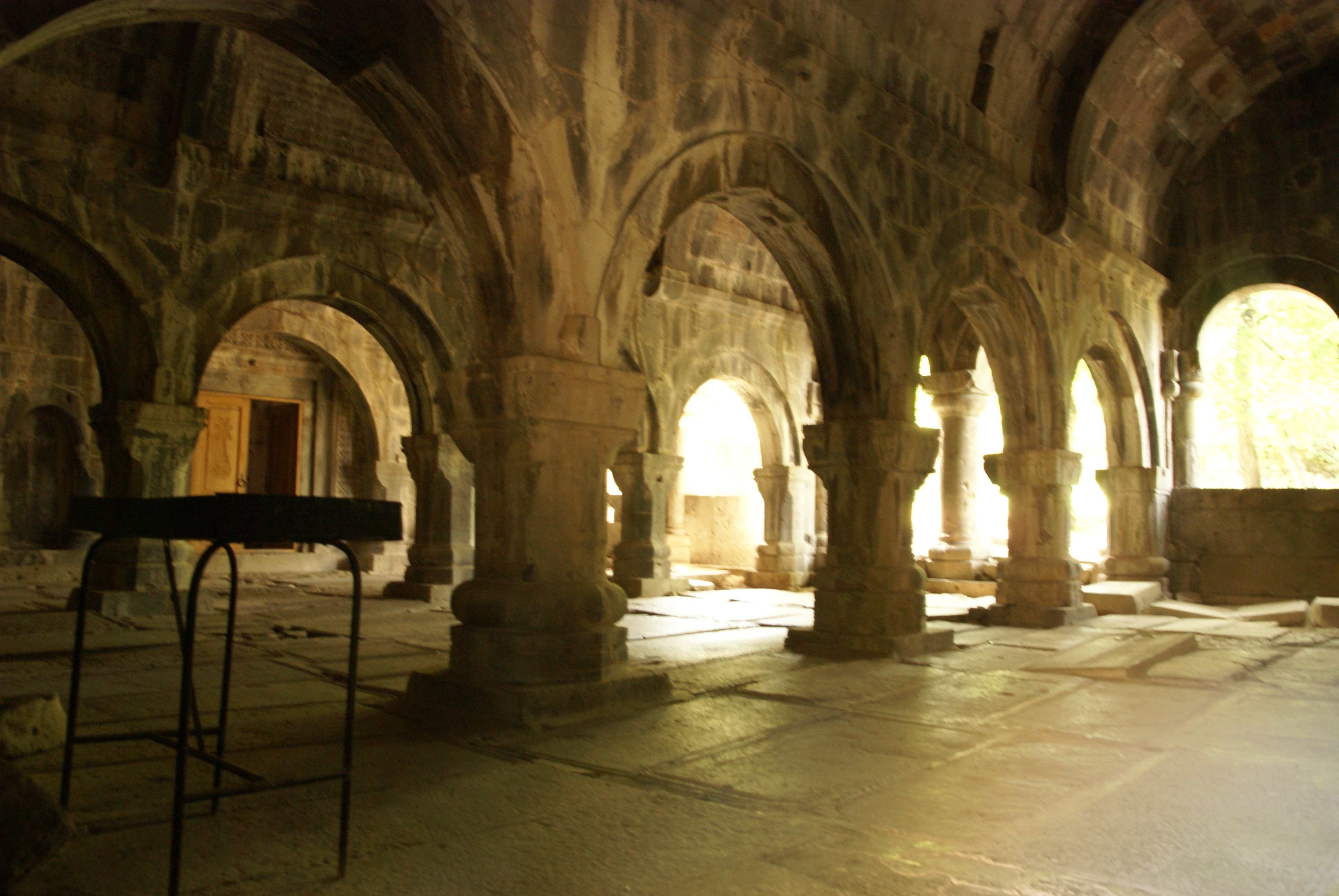
ورودی صومعه
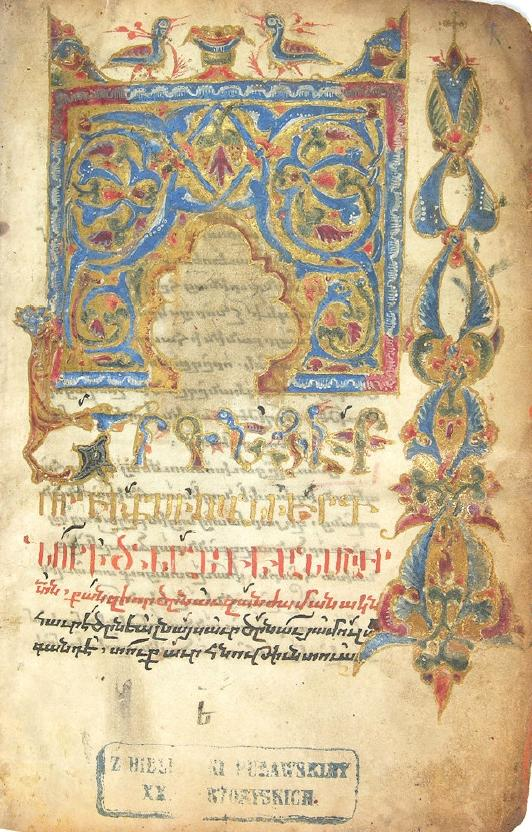
نسخه خطی متعلق به سده ۱۶ , موزه Czartoryski
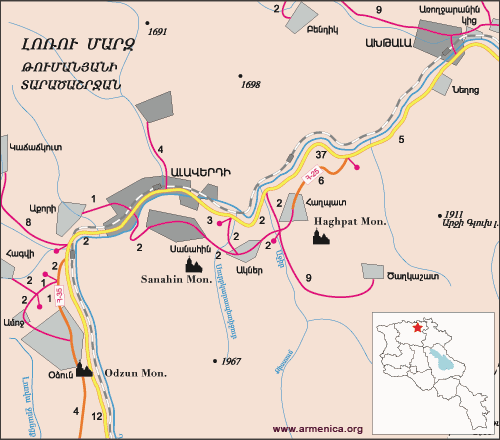
نقشه مسیر محدوده حدود صومعه‌های هاقپات و ساناهین